# 13569 Oshu
13569 Oshu eller 1993 EJ är en asteroid i huvudbältet som upptäcktes den 4 mars 1993 av den japanska astronomen Tsutomu Seki vid Geisei-observatoriet. Den är uppkallad efter den japanska staden Ōshū.
Den tillhör asteroidgruppen Vesta.